# Болсвард
Болсвард (нід. Bolsward, нід. вимова: [ˈbɔlsʋɑrt] ( прослухати)) — місто в нідерландській провінції Фрисландія. Входить до муніципалітету Південно-Західна Фрисландія.
Його площа становить 9,42км², а населення станом на 2021 рік складало 10 085 осіб.
Раніше мало статус окремого муніципалітету.

## Галерея

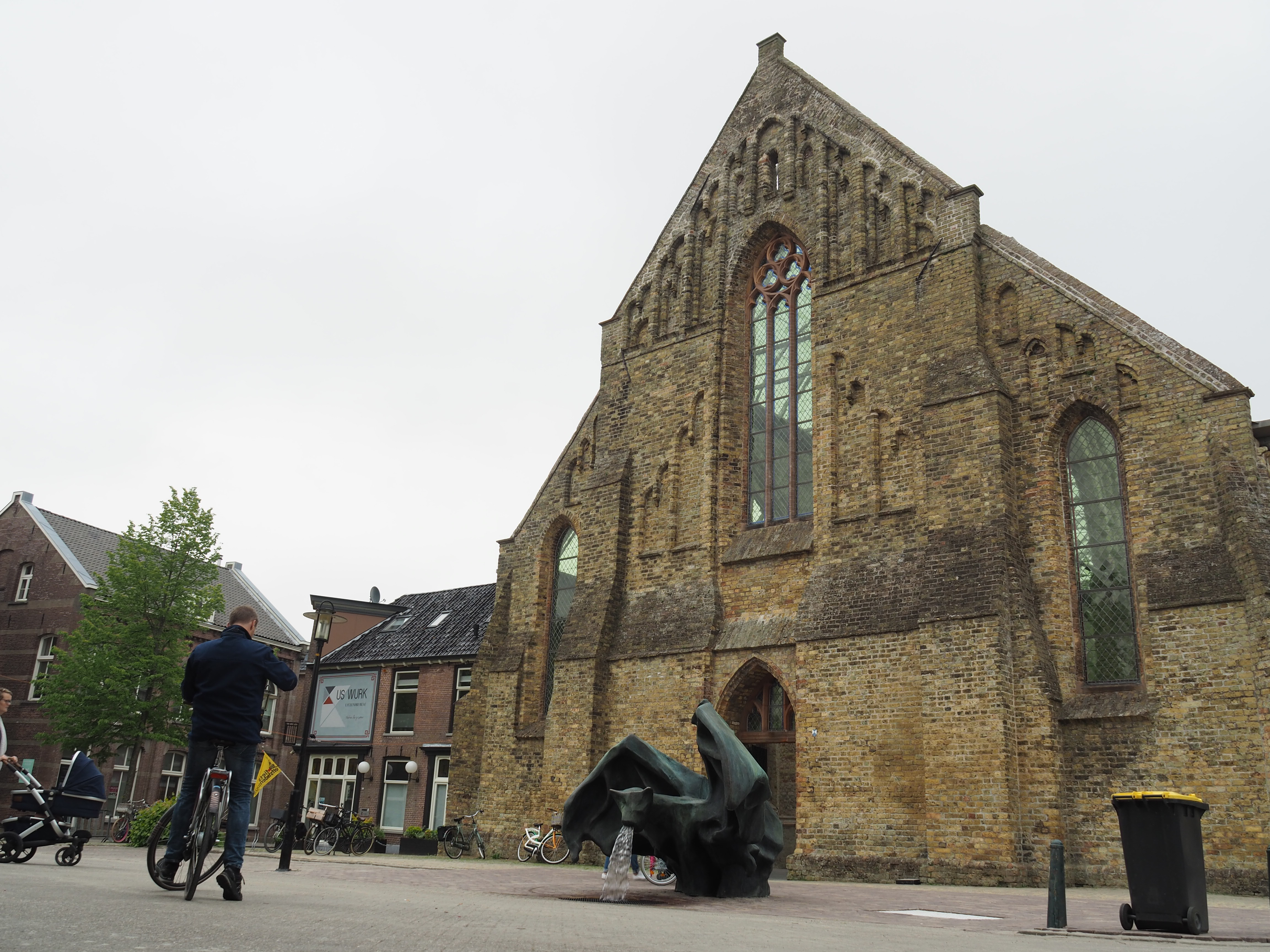